# Japan Soccer League 1965
La temporada 1965 fue la primera edición de la Japan Soccer League, el nivel más alto de la liga de fútbol japonesa. 

## Antecedentes
El 16 de enero de 1965 , en una reunión en Hyogo, el entonces director técnico de la saliente Nacional Cramer Dettmar sugirió el establecimiento de un concurso nacional que ya existe separándose a Copa del Emperador. Después de la defección de los clubes del campus, que dieron voluntariamente en el proyecto, se decidió que participaron ocho equipos que representaron a los clubes deportivos de las principales empresas y grupos financieros (entre otros, el Mitsubishi Heavy Industries , el Mazda y el Hitachi) , clasificada entre las mejores opciones de la actual categoría de campeonato.
Reglamento fue adoptado como el round robin con un retorno de la fórmula y el sistema de asignación que incluyó dos puntos para el equipo ganador en un partido, uno cada uno por un empate y cero para el perdedor. Los primeros cuatro equipos también se han obtenido acceso a la Copa del Emperador, mientras que los dos últimos equipos han jugado en un playoff que vio una cruz desafío divisiones entre los finalistas del ' Campeonato de Fútbol Senior de Japón , creado para la ocasión. El Reglamento preveía también la aprobación de las camisetas blancas para el equipo que jugó el partido en casa.

## Sistema del campeonato
El torneo comenzó el 6 de junio: la primera ronda, que se cerró en menos de un mes (4 de julio), vio la supremacía del Yawata Steel de Kitakyushu , capaz de perder un solo punto de los 14 posibles, por un empate en el choque con el oponente directo a la carrera por el título, el Toyo Kogyo de Hiroshima. Durante la segunda ronda, que comenzó el 12 de septiembre, Toyo Kogyo anotó todos los puntos de gestión para superar a sus rivales, fue la decisiva victoria de 3-2 en el partido disputado en el Estadio Nacional de Tokio de 10 de octubre. Pronto, la batalla fue muy emocionante para la clasificación en la Copa del Emperador , con el Hitachi que, después de confirmar el punto de inflexión el rendimiento de la primera vuelta, obtuvo el boleto sin problemas para el torneo nacional eliminatorio. En la parte inferior de la tabla de posiciones, el Yanmar Diesel de Osaka había garantizado la permanencia porque el Urawa Club rechazó jugar la promoción, mientras que el Nagoya Mutual Bank evitó el descenso gracias a un a victoria de 5-1 obtenida en el partido de ida contra el Nippon Kokan de Kawasaki.

## Clasificación

### Primera ronda
| Pos | Equipo             | Pts | PJ | G  | E | P  | GF | GC | DIF  |
| --- | ------------------ | --- | -- | -- | - | -- | -- | -- | ---- |
| 1.  | Toyo Kogyo         | 26  | 14 | 12 | 2 | 0  | 44 | 9  | ＋35 |
| 2.  | Yawata Steel       | 24  | 14 | 11 | 2 | 1  | 40 | 14 | ＋26 |
| 3.  | Furukawa Electric  | 20  | 14 | 10 | 0 | 4  | 32 | 20 | ＋12 |
| 4.  | Hitachi            | 17  | 14 | 8  | 1 | 5  | 35 | 19 | ＋16 |
| 5.  | Mitsubishi Motors  | 9   | 14 | 4  | 1 | 9  | 24 | 39 | －15 |
| 6.  | Toyota Industries  | 7   | 14 | 2  | 3 | 9  | 16 | 31 | －15 |
| 7.  | Yanmar Diesel      | 5   | 14 | 2  | 1 | 11 | 9  | 41 | －32 |
| 8.  | Nagoya Mutual Bank | 4   | 14 | 1  | 2 | 11 | 16 | 43 | －27 |

|  |            |
|  | Campeón.   |
|  | Promoción. |